# Schuko

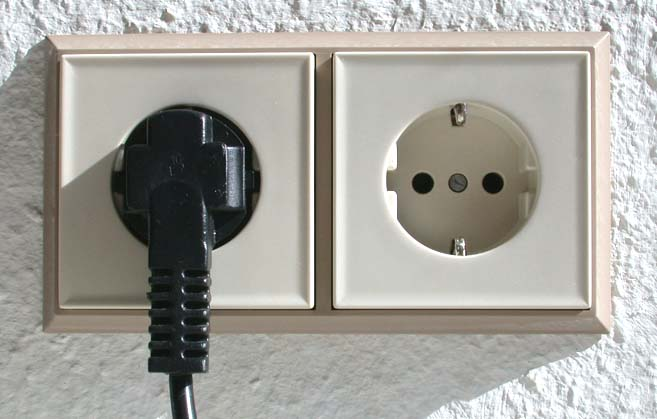
Toma o base doble de Schuko, con un enchufe conectado, en la primera toma a la izquierda.

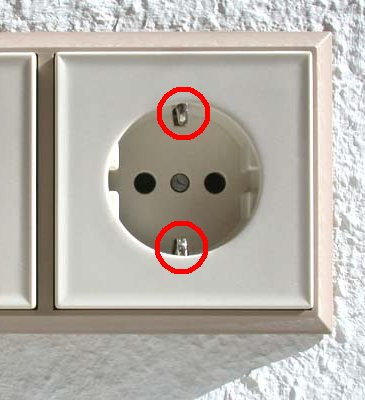
Contactos de protección de base de enchufe schuko

Schuko (del alemán abreviatura de Schutzkontakt, literalmente contacto protector o proco), es el nombre coloquial de un enchufe (clavija y base), que se define en el estándar CEE 7 como "Tipo F". 
Un enchufe schuko está formado por dos clavijas o espigas cilíndricas, de 4,8 mm de diámetro, 19 mm de longitud y separadas 19 mm entre sus centros, para los contactos de la fase y el neutro, más dos contactos planos en las partes superior e inferior de los laterales del enchufe destinados a conectar la toma de tierra.
Las tomas schuko forman una cavidad en la que se inserta el enchufe. Tanto las tomas como los enchufes Schuko son simétricos, de tal forma que también se pueden conectar si se giran 180 grados. Como muchos otros tipos de enchufes europeos, los enchufes schuko aceptan enchufes europlug. 
Los enchufes schuko están considerados como muy seguros cuando se combinan con las tomas de corriente schuko, pero pueden causar ciertos problemas de seguridad cuando lo hacen con cualquier otro tipo de enchufe. La denominación "schuko", lo que sencillamente indica es que tanto la clavija, como la toma, están equipados con contactos de protección a tierra (en forma de ganchos en lugar de clavija/s). 
Los conectores Schuko se usan normalmente en circuitos de 230 V, 50 Hz y para corrientes no superiores a 16 A.

## Funcionamiento

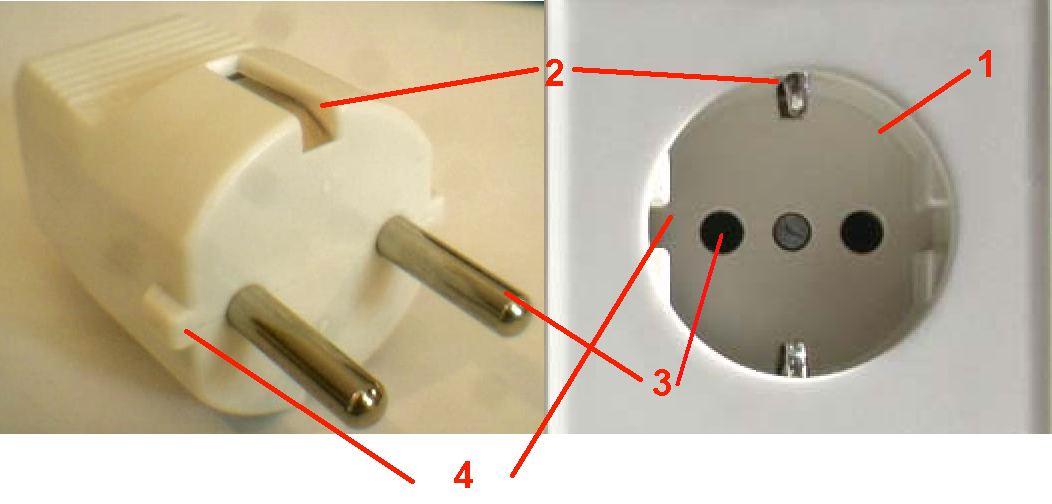
Clavija y toma de corriente de enchufe Schuko, (CEE 7): CEE 7/3 se refiere a la base o toma y CEE 7/4, a la clavija.

Cuando se introduce en la base del enchufe (también denominada toma de corriente), la clavija del enchufe Schuko cubre todo el orificio de ésta (1) y establece una conexión de protección a tierra a través del enganche de tierra, también denominado enganche de protección o contacto de protección, (2) antes de que las clavijas de la fase y el neutro (3) establezcan conexión, previniéndose así que los usuarios puedan tocar las clavijas conectadas (de ahí que el sistema Schuko no requiera de clavijas parcialmente aisladas como sí usan otros sistemas como el europlug y los enchufes británicos y australianos). Un par de muescas no conductoras a modo de guías (4) en los lados derecho e izquierdo proporcionan una estabilidad extra posibilitando un uso seguro de conexiones grandes y pesadas (e.g. adaptadores o temporizadores).

## Cable

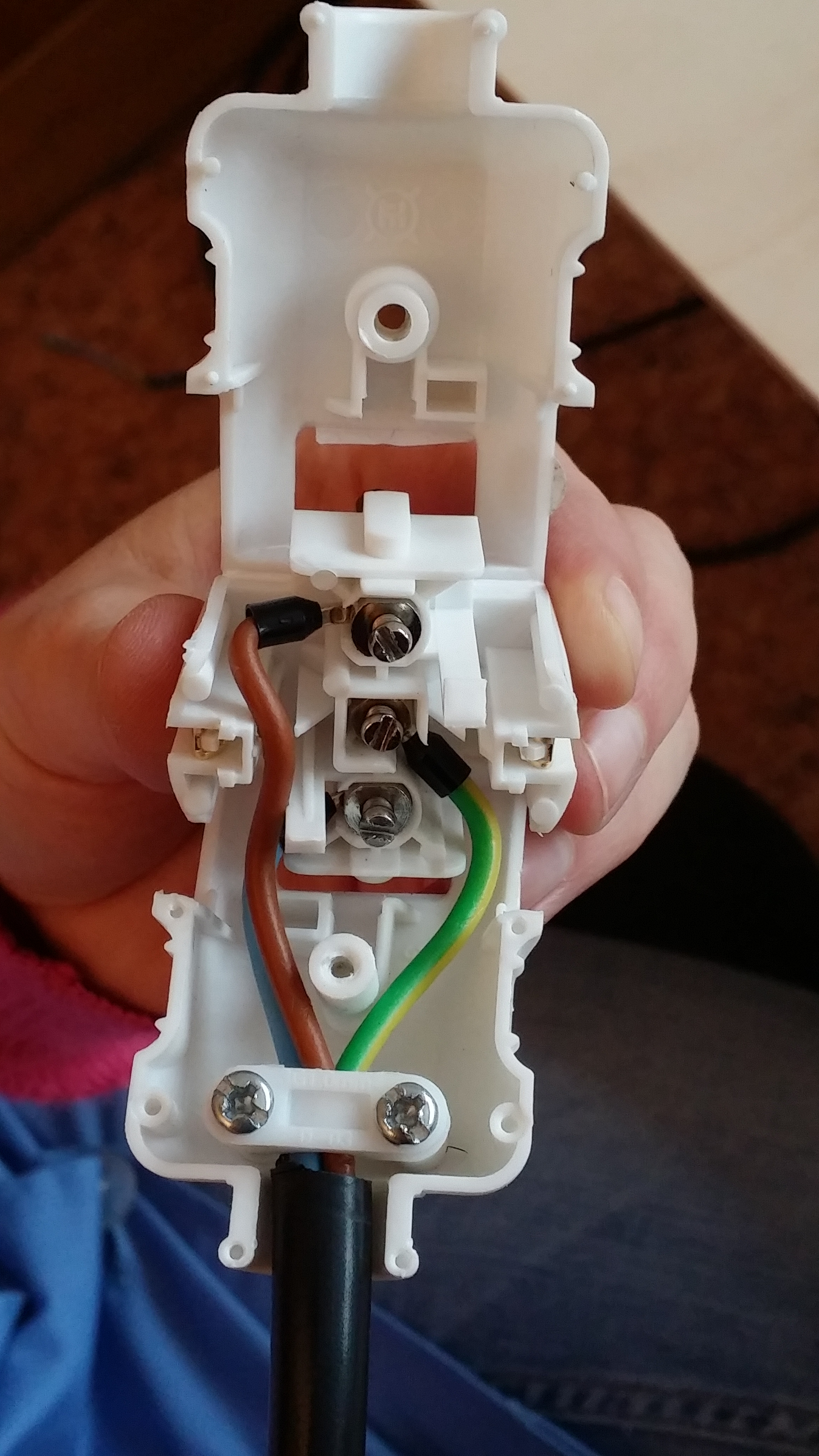
Cable en clavija, donde se ven los tres cordones o hilos de colores

El cable al que se conecta el enchufe schuko, lleva un recubrimiento o funda y dentro se encuentran tres cordones: marrón (fase), neutro (azul) y tierra (bicolor amarrilo-verde). 

## Galería

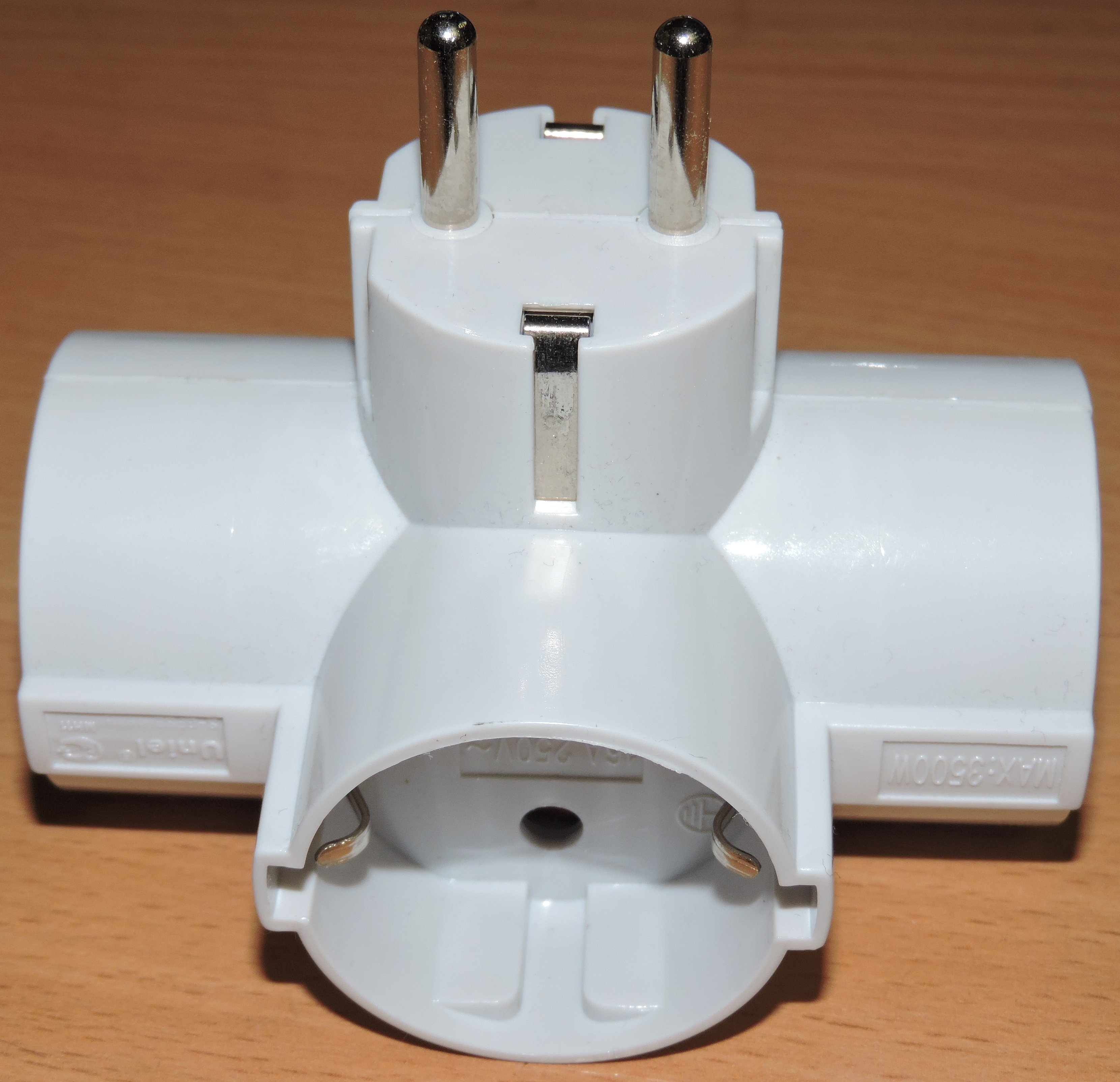
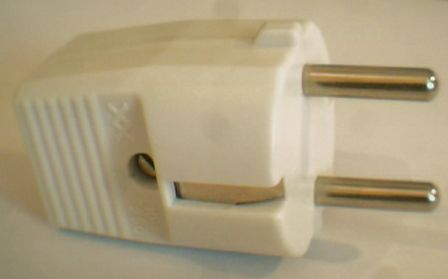
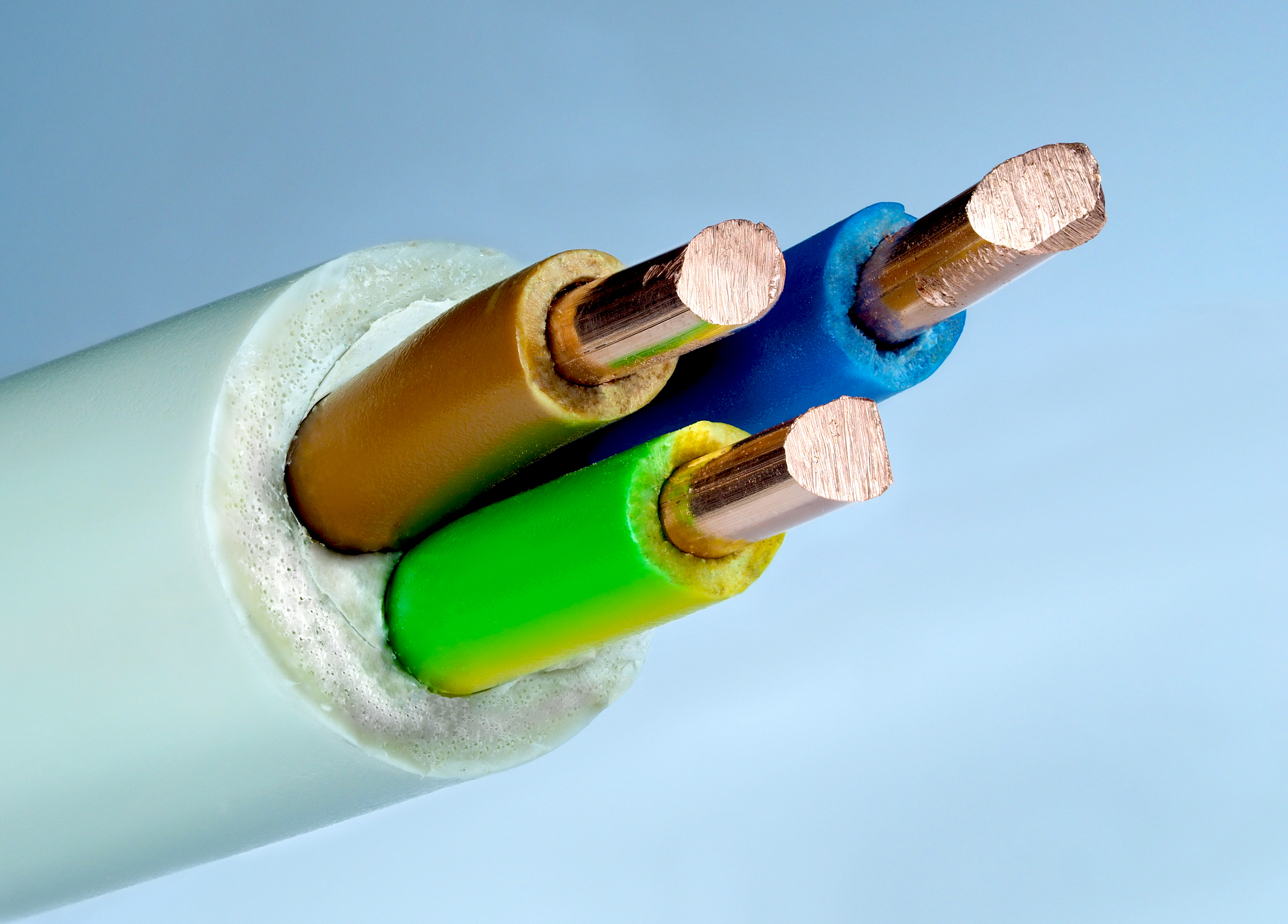
Cable con 3 conductores de 2,5 mm² (sección transversal) para electrificación doméstica. Cumple con los colores estándar según la CEI.